# Buccinum humphreysianum
Buccinum humphreysianum är en snäckart som beskrevs av Sigamony Stephen Richard Bennet 1824. Buccinum humphreysianum ingår i släktet Buccinum, och familjen valthornssnäckor. Det är osäkert om arten förekommer i Sverige.

## Bildgalleri

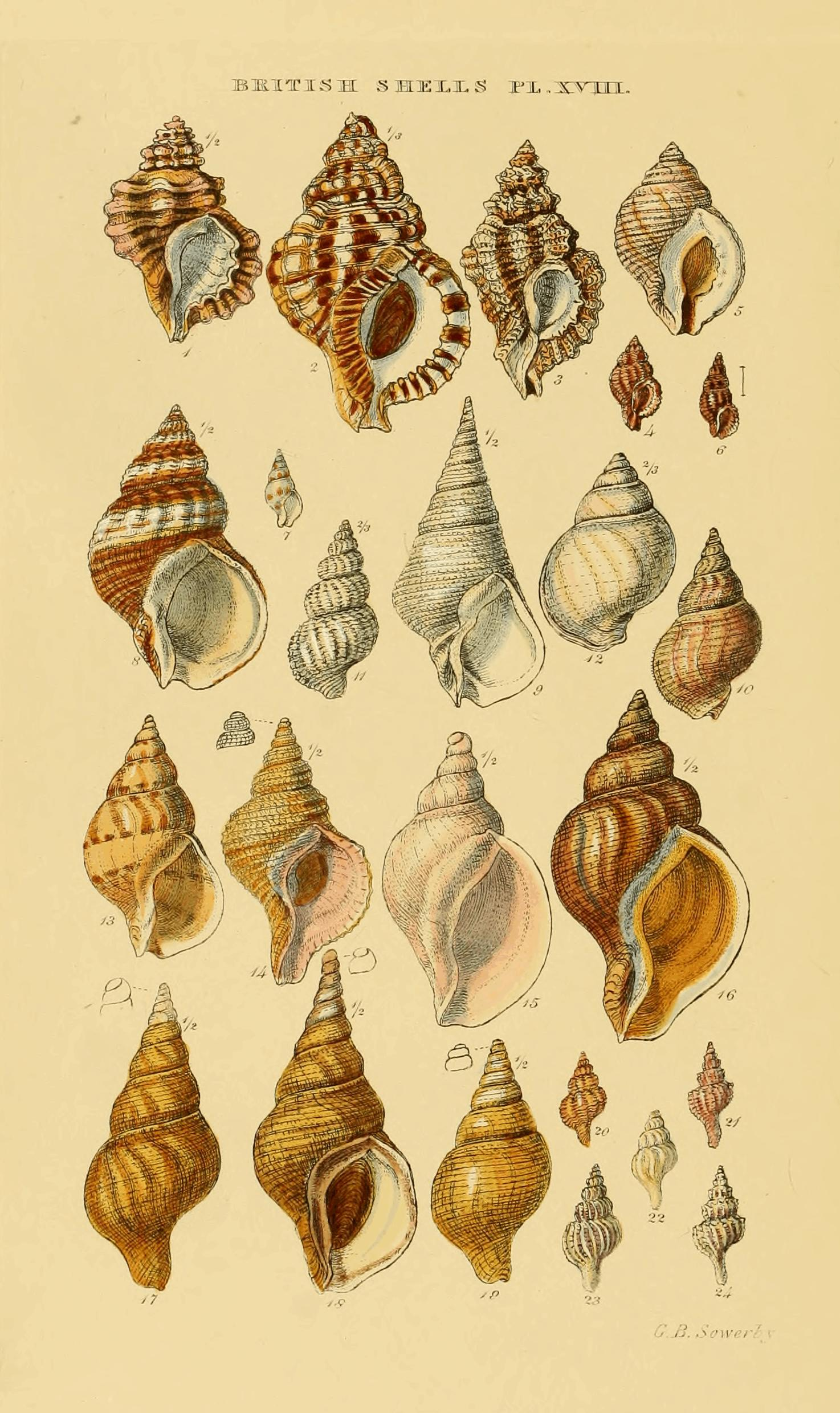